# Krzysztof Pawlak
Krzysztof Henryk Pawlak (ur. 12 lutego 1958 w Trzebiechowie) – polski piłkarz i trener piłkarski. Ukończył studia w Akademii Wychowania Fizycznego im. Eugeniusza Piaseckiego w Poznaniu.

## Kariera piłkarska

### Kariera klubowa
Wychowanek Calisii Kalisz, gdzie występował do 1979, kiedy przeniósł się do Poznania. Początkowo występował w Warcie, a od 1979 do 1988 bronił barw Lecha. W "Kolejorzu" rozegrał 232 mecze i trafił 15 razy do siatki. W poznańskim klubie zdobył 3 razy Puchar Polski (1982, 1984 i 1988), również był 2 razy z rzędu mistrzem Polski (1983 i 1984). W 1988 roku przeniósł się do Belgii, gdzie występował w KSC Lokeren. W 1988 ponownie zmienił barwy, zaczął grać w barwach szwedzkiego Trelleborgs FF, w którym grał do 1992. W tym samym roku powrócił do Polski, gdzie ponownie ubrał trykot Warty Poznań. W 1994 zakończył piłkarską karierę.

### Kariera reprezentacyjna
W reprezentacji Polski rozegrał 31 spotkań w latach 1983-1987. Uczestniczył w Mistrzostwach Świata w Meksyku w 1986, gdzie rozegrał 2 mecze.

## Kariera trenerska
Trener I klasy UEFA PRO. Zaczynał jako II trener Warty Poznań w latach 1993/1994. Pracę w charakterze pierwszego trenera zaczął w Sokole Pniewy. W Ekstraklasie prowadził ten zespół wiosną 1994, zajmując 10. miejsce. W sezonie 1994/95 roku poprowadził Wartę Poznań i zajął 18. miejsce, w efekcie Warta spadła z Ekstraklasy. W sezonie 1995/96 prowadził GKS Bełchatów od 6. kolejki Ekstraklasy, zajął 13. miejsce. Od 1996 do 1997 roku asystent Antoniego Piechniczka w reprezentacji Polski. W 1997 został tymczasowym trenerem kadry. Polskę poprowadził w jednym meczu, 14 czerwca 1997 z Gruzją w eliminacjach Mistrzostw Świata we Francji w 1998 roku, wygranym 4:1. Tym samym stał się pierwszym (i dotychczas jedynym) niepokonanym trenerem kadry narodowej. Następnie prowadził Lecha Poznań w latach 1997/98. Został zwolniony po 19. kolejce Ekstraklasy. W sezonie 1998/99 szkoleniowiec GKS Bełchatów. Został zwolniony po 25. kolejce Ekstraklasy. Od 1999 do 2000 prowadził II ligowy Górnik Konin. Następnie prowadził Polonię Środa Wielkopolska, prowadził od 2000 do 2002 zespół IV ligowca. Pierwszym sezonie zajął 3. miejsce, a następnie 1 i awansował do III ligi. W 2003 roku miał prowadzić IV ligowca-Biały Orzeł Koźmin Wielkopolski, kiedy podpisał kontrakt byłą 10 kolejka, jednak po 7 dniach rozwiązał kontrakt. W 2003 roku do 2004 prowadził Podbeskidzie Bielsko-Biała od 13. kolejki. Zajął 7. miejsce w II lidze. Sezon 2004/05 spędził w Promieniu Żary. Zajął 7. miejsce w III lidze. W sezonie 2005/06 prowadził Promień do 15 kolejki, potem został zwolniony. W tym samym sezonie znalazł innego pracodawcę Kanie Gostyń. Prowadził od 24. kolejki i zajął 1. miejsce w III lidze i awansował do II ligi. W sezonie 2006/07 był drugim trenerem Mieszka Gniezno, odszedł zimą. W 2009 roku trener Arki Nowa Sól, prowadził Arkę od 27 kolejki. Zajął 12. miejsce. Również w tym roku został zwolniony po 4 kolejce, na jego miejsce przyszedł Mariusz Karpiński. W 2010 zwolniono Karpińskiego i ponownie Arkę Nowa Sól prowadził Pawlak, od 16. kolejki. Kiedy wrócił Arka była na 14. miejscu, Arka sezon skończyła na 7. miejscu. W czerwcu 2010 roku został szkoleniowcem I-ligowego Stilonu Gorzów, którego prowadził do 2011 roku. 12 czerwca 2011 został trenerem Floty Świnoujście. 2 kwietnia 2013 zastąpił Macieja Borowskiego na stanowisku trenera Warty Poznań. Od 4 stycznia 2014 trener zespołu Warta Śrem. 3 września 2014 roku został trenerem KKS Kalisz. 28 grudnia przedłużył kontrakt z kaliskim klubem do 30 czerwca 2015 roku, z którym awansował do III ligi. Na fotelu trenera w KKS zastąpił go Andrzej Paszkiewicz.

## Sukcesy
Lech Poznań:
- Mistrzostwo Polski: 1982/1983 i 1983/1984
- Puchar Polski: 1981/1982, 1983/1984 i 1987/1988